# 臺北市政府主計處
臺北市政府主計處（簡稱主計處），1967年成立，是臺北市政府所屬的一級機關。

## 機關演變
本處前身為省轄市臺北市政府主計室，1967年7月1日隨臺北市改制為院轄市時擴編成立臺北市政府主計處。之後為配合市政發展之需要，於1979年7月1日設立臺北市政府電子處理資料中心，隸屬於本處；後於1996年3月1日更名為臺北市政府資訊中心，之後於2007年9月11日改制升格為臺北市政府資訊處後不再隸屬本處。

## 組織架構

### 處本部
- 處長
- 副處長
- 主任秘書

### 內部單位
- 公務預算科：本市地方單位概算及追加（減）概算之審核、總預算案及追加（減）預算案之彙編與法定預算之整編及督導單位預算和追加（減）預算之執行等事項。
- 事業及特別預算科：本市地方附屬單位概算之審核及其綜計表之彙編、特別概算及其追加（ 減） 概算之審編、督導附屬單位預算、特別預算及其追加（減）預算之執行等事項。
- 公務統計科：本市公務統計之推動、資料分析、估測、國內外統計指標彙編與統計調查管理等事項。
- 經濟統計科：本市物價、家庭收支等民間經濟活動調查及基本國勢調查之資料蒐集、審核、彙整分析等事項。
- 會計及決算科：本市單位預算、附屬單位預算及特別預算之預算執行分析及控管、總會計事務之處理、單位決算、附屬單位決算及特別決算之查核、總決算暨附屬單位決算及綜計表之彙編、特別決算之編造、總會計制度及普通基金會計制度一致規定之設計、特種基金會計制度之核定等事項。
- 資訊室：本府主計業務資訊化之整體規劃、發展、推動、管理、維護及訓練等事項。
- 人事室：依法辦理人事管理事項。
- 政風室：依法辦理政風事項。
- 會計室：依法辦理歲計、會計及統計事項。
- 秘書室：施政綱要、施政計畫及工作報告之彙編、事務、出納、文書及檔案之管理、研考、法制及不屬其他科室等綜合業務事項。

## 外部連結
- 臺北市政府主計處 （页面存档备份，存于）（中文）（英文）